# 日根野盛治
日根野 盛治（ひねの もりはる）は、鎌倉時代末期から南北朝時代にかけての和泉国日根荘（現・大阪府泉佐野市）の荘官・武将。中原盛治とも。正室は四条局。
法名は道悟。書状では、雅楽左衛門尉、左衛門入道（道悟）、道悟。また、四郎左衛門、雅楽左衛門入道、下総左衛門入道道悟とも。

## 略歴
九条家は、家領である日根荘の実権の掌握を図り、延慶3年（1310年）、僧・実専を雇い、荒野開発に乗り出す。盛治は抵抗し、百姓の住宅を焼き払ったり殺害したりするなどの事件を起こした。
正慶元年（1332年）12月25日、北条茂時と北条守時の連名で出された関東御教書には、楠木正成討伐の軍に加わるようにと記されている（「日根文書」）。
元弘3年（1333年）5月25日、京都にいた足利高氏（尊氏）の元に行き、着到状を提出した。
南北朝時代となり、尊氏が畠山国清を和泉国に派遣すると、その幕下に参じた。湊川の戦いが行われる直前の建武3年/延元元年（1336年）5月19日には、国清から、和泉国長滝荘一円を預けられた。また、同年12月10日、日根（野）荘鶴原村の年貢分本所3分の1を兵糧所として宛てがわれた 。
康永3年（1344年）9月20日、足利直義から感状を与えられた。
正平2年/貞和3年（1347年）11月、高師泰が南朝・楠木正行との戦に臨むに際して、和泉国槌丸城（土丸城）の守備を命じられた。
某年、死去。